# Malo Polje (Republika Serbska)
Malo Polje (cyr. Мало Поље) – wieś w Bośni i Hercegowinie, w Republice Serbskiej, w gminie Han Pijesak. W 2013 roku liczyła 57 mieszkańców.